# Iqos (Giaime)
Iqos (stilizzato IQOS) è un singolo del rapper italiano Giaime, in collaborazione con Ernia e prodotto da Andry The Hitmarker estratto dall'EP Mula del rapper.

## Video musicale
Il video musicale è stato pubblicato il 19 febbraio del 2020, sebbene la canzone sia stata pubblicata 5 giorni prima.
L'intero video si svolge in un luogo ignoto, ove Giaime sta guidando la sua automobile e parla con due individui al sedile posteriore. Verso la fine del video, l'artista si innervosisce, esce dall'auto e picchia gli inquilini sbattendoli contro il portabagagli, per poi tornare al sedile anteriore e fumare una sigaretta. Per i suoi contenuti, il video musicale è stato giudicato come: esplicito ed emblematico.

## Testo
Per la stesura del testo, Giaime ha dichiarato di aver scritto la canzone dopo aver improvvisato delle melodie sulla musica composta con Andry The Hitmaker.
Inoltre, l'artista ha dichiarato di aver invitato Ernia per la scrittura del testo e per il canto, trovandolo un soggetto perfetto.

## Critica
La canzone è stata accolta positivamente dalla critica; è stata definita: "smielata" ed "emblematica", per le parole del testo - che parlano d'amore - contrapposte al contenuto del video, più esplicito e violento.

## Classifiche
| Classifica (2020) | Posizione massima |
| ----------------- | ----------------- |
| Italia            | 41                |